# Ruisseau du Gouyré
Le ruisseau du Gouyré est une rivière française qui coule dans les départements du Tarn de Tarn-et-Garonne. C'est un affluent de l'Aveyron en rive gauche, donc un sous-affluent de la Garonne par l'Aveyron puis par le Tarn. 

## Géographie
De 10,9 km de longueur, le ruisseau du Gouyré prend sa source sur la commune de Larroque dans le département du  Tarn et se jette dans l'Aveyron sur la commune de Nègrepelisse en Tarn-et-Garonne.
Un barrage créé en 1989 a engendré le lac du Gouyré partagé entre les communes de Puygaillard-de-Quercy et de Vaïssac, en Tarn-et-Garonne.

## Départements et communes traversées
- Tarn-et-Garonne : Bruniquel, Puygaillard-de-Quercy, Nègrepelisse, Vaïssac.
- Tarn : Larroque

## Principaux affluents
- Ruisseau de la Male (2,3 km)
- Ruisseau des Rignads (3,4 km)